# Берланга-дель-Б'єрсо
Берланга-дель-Б'єрсо (ісп. Berlanga del Bierzo) — муніципалітет в Іспанії, у складі автономної спільноти Кастилія-і-Леон, у провінції Леон. Населення — 389 осіб (2010).
Муніципалітет розташований на відстані близько 350 км на північний захід від Мадрида, 85 км на захід від Леона.
На території муніципалітету розташовані такі населені пункти: (дані про населення за 2010 рік)
- Берланга-дель-Б'єрсо: 227 осіб
- Лангре: 83 особи
- Сан-Мігель-де-Лангре: 79 осіб

## Демографія
Динаміка населення (INE ):